# Doktor z alpejskiej wioski

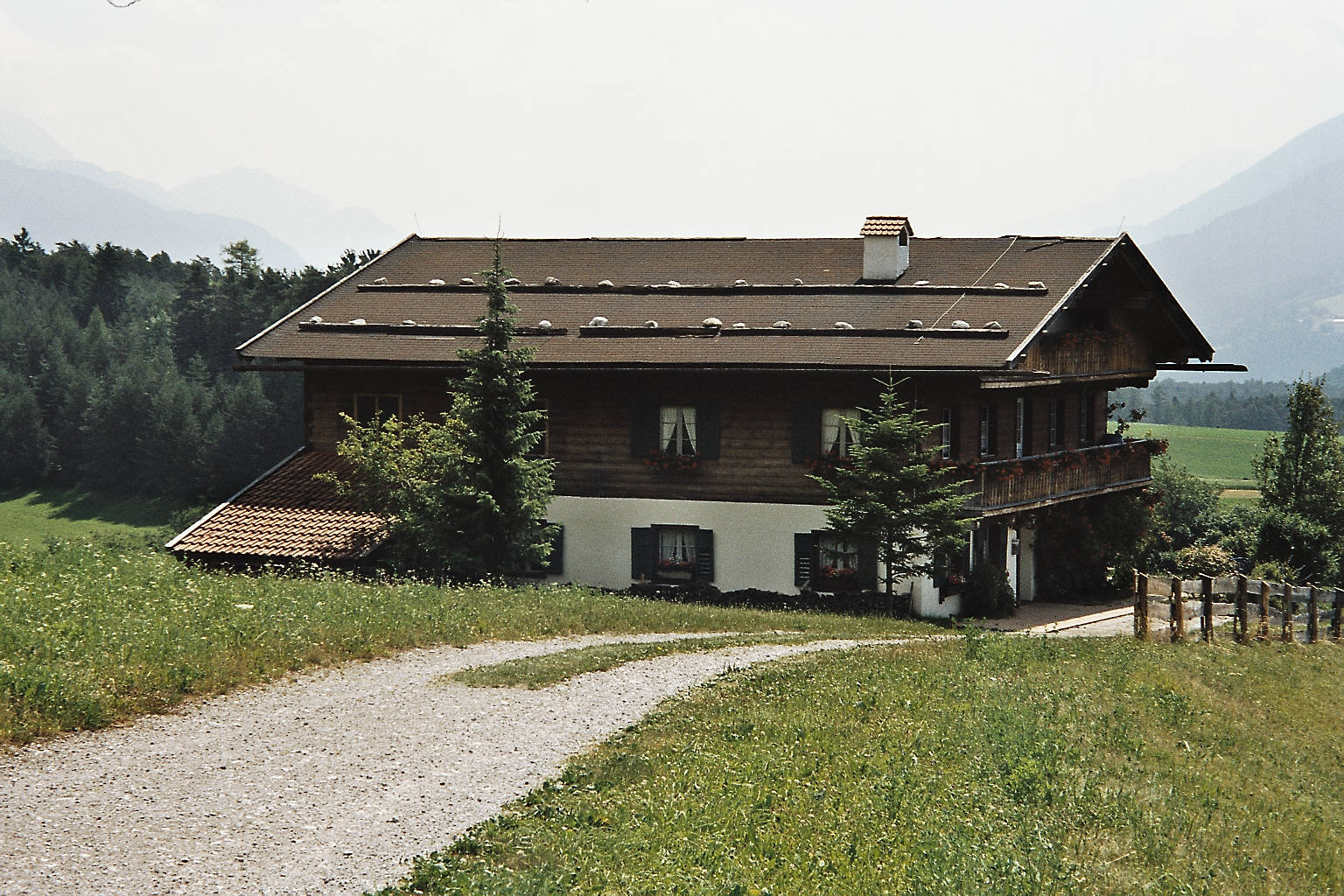
Fikcyjny dom doktora w Wildermieming

Doktor z alpejskiej wioski (niem. Der Bergdoktor) – niemiecko-austriacki serial telewizyjny emitowany na kanale Sat.1 w latach 1992–1999. Doczekał się 96 odcinków. Akcja serialu rozgrywała się w fikcyjnej miejscowości Sonnenstein, w Tyrolu. W Polsce był emitowany na kanale TVP2.

## Fabuła
Serial Doktor z alpejskiej wioski to opowieść o perypetiach tytułowego doktora, jego bliskich, przyjaciół i sąsiadów z alpejskiej wioski Sonnenstein w Tyrolu. Główny bohater Doktora z alpejskiej wioski to Thomas Burgner (Gerhart Lippert), znany monachijski chirurg. Po śmierci żony, która zginęła w wypadku samochodowym, postanawia porzucić praktykę w wielkim mieście i wraz z 10-letnim synem Maxem (Manuel Guggenberger) przenosi się do Sonnenstein, małej wioski w Alpach Tyrolskich, by tam znaleźć ukojenie i odmianę, co nie znalazło akceptacji ze strony narzeczonej doktora, Rosi (Jutta Speidel) i ostatecznie Thomas zakończył z nią związek. Otwiera w swoim domu gabinet, którego prowadzi przy pomocy pielęgniarek, najpierw Traudl (Carin C. Tietze), a później Christl (Michaela Heigenhauser). Ale oczekiwany przez niego spokój okazuje się dość złudny. Doktor musi dołożyć wielu starań, by zdobyć zaufanie mieszkańców wioski, a przede wszystkim przełamać niechęć swego teścia, Pankraza Obermayera (Walther Reyer) tamtejszego weterynarza, który obarcza zięcia winą za śmierć swej córki. Sytuację próbuje załagodzić Franzi Pirchner (Enzi Fusch), dobra znajoma obu mężczyzn, gospodyni Pankraza, która działa także w lokalnym urzędzie pocztowym. Jednak musi prawie dojść do tragedii, by zagościła zgoda – Thomas w porę wykrywa u Pankraza poważną chorobę. Tylko dzięki natychmiastowej reakcji Burgnera stary weterynarz wychodzi z tego bez szwanku. Panowie znajdują wspólny język. Thomas osiada się na stałe w Sonnenstein i zostaje miejscowym lekarzem pierwszego kontaktu. Jednak oprócz leczenia, pomaga też ludziom w nie tylko sprawach zdrowotnych. Często jest detektywem, rozjemcą, powiernikiem sercowych tajemnic. Sam też przeżywa miłosne uniesienia – między innymi do włoskiej lekarki, Sabiny Spreti (Anita Zagaria), która wkrótce zostaje jego żoną i rodzi mu córeczkę, Julię (Anna Patterer). Ogólnie rzecz ujmując – doktor Thomas na brak pracy nie może narzekać, bo nawet kiedy nie byłoby kogo ratować, to w wiosce żyje lokalny, sympatyczny hipochondryk, pan Konrad (Herbert Fux), który codziennie ma jakieś dolegliwości.
Przez cztery lata doktor Thomas Burgner walczył o zdrowie i życie swoich pacjentów w swojej ukochanej wiosce. Jednak doktor wraz ze swoją żoną Sabiną, giną pod lawiną, wywołana wcześniej przez wybuch spowodowanego przez zdesperowanego mężczyznę, któremu była żona nie pozwoliła się widywać ze swoim synem, z którym na krótko przed lawiną doktor rozmawiał. Śmierć doktora  to wielki cios dla mieszkańców Sonnenstein, którzy go bardzo uwielbiali. Jego dom, położony ponad wioską, często okazywał się azylem dla tych wszystkich, którzy tego potrzebowali.
Obowiązki zmarłego doktora przejmuje dr Justus Hallstein (Harald Krassnitzer), który zadomawia się w Sonnenstein i z czasem zdobywa szacunek wśród jego mieszkańców. Max oferuje mu zamieszkanie w domu ojca, którego nieuczciwy biznesmen chciał zamienić na hotel, gdyż dr Hallstein wspierał go w tych trudnych chwilach (jego 4-letni syn zginął kilka lat wcześniej, spadając z wysokiego piętra). Doktor Hallstein zamieszkuje w domu doktora Burgnera i przejmuje jego gabinet lekarski, którego prowadzi przy pomocy Christl, pielęgniarki poprzedniego doktora. Do Sonnenstein ściąga swoją narzeczoną, nauczycielkę wychowania fizycznego Lisę Brunner (Janina Hartwig) i swojego przyjaciela, Paula (Siemen Rühaak), który niebawem przejmuje miejscową karczmę i zakochuje się w Christl.
Wkrótce Luis (Hermann Giefer) rezygnuje ze stanowiska burmistrza, a Franzi przejmuje jego obowiązki. Jej miejsce na poczcie zajmuje Anny Pölz (Margot Mahler). Doktor Hallstein spędził jedną noc z Christl, która wkrótce zachodzi w ciążę. Po jakimś przyznaje się do wszystkiego Paulowi, który na wieść o tym jest przekonany, że nie jest ojcem dziecka Christl (później badania DNA wykluczyły ojcostwo doktora), zrywa związek z pielęgniarką i kontakty z Justusem i wyjeżdża do Francji. Potem Christl rodzi syna i poznaje się bliżej z sympatycznym mężczyzną, zamieszkałym w chatce w lesie, który z powodu przykrych doświadczeń z przeszłości, odwrócił się od ludzi i znalazł schronienie wśród zwierząt. W ostatnich odcinka Justus i Lisa poznają chłopca, Adriana – utalentowanego hokeistę, którym opiekuje się ojciec. Wkrótce w górach dochodzi do wypadku, w wyniku którego ginie ojciec Adriana, a Justus i Lisa przygarniają chłopca do siebie. Na świat przychodzi syn doktora i Lisy, Julian (imię otrzymał na cześć ojca Adriana). Franzi i Pankraz oraz doktor Hallstein i Lisa na końcu serialu biorą ślub.

## Produkcja
Serial powstał na podstawie serii książek „Der Bergdoktor”, która w latach 80. cieszyła się w Niemczech ogromną popularnością. Głównym bohaterem w wersji literackiej był Dr. Michael Burger. Główne miejsce kręcenia zdjęć i akcji serialu to Wildermieming, miasteczko znajdujące się około 40 km od Innsbrucka. Emisja odcinka pilotażowego miała miejsce 26 października 1992 roku, w stacji Sat.1. Oficjalnie emisja serialu zaczęła się w poniedziałkowy wieczór 25 stycznia 1993 roku o godz. 20.15 na Sat.1.
W 1996 roku, po czterech latach współpracy z pracy w serialu zrezygnował odtwórca głównej roli – Gerhart Lippert, a jego następcą został Harald Krassnitzer, który wcielił się w postać dr Justusa Hallsteina. Ostatni odcinek serialu został wyemitowany w 1999 roku.
Od 2008 roku, stacja telewizyjna ZDF kręci własną wersję Doktora z alpejskiej wioski, pt. Górski lekarz, w której główną rolę odgrywa Hans Sigl jako dr Martin Gruber, a akcja rozgrywa się w wioskach u podnóża Kaisergebirge, znajdujące się tuż przed Kitzbühelem.

## Obsada
- Gerhart Lippert jako dr Thomas Burgner
- Harald Krassnitzer jako dr Justus Hallstein
- Walther Reyer jako dr Pankraz Obermayr
- Enzi Fuchs jako Franzi Pirchner
- Manuel Guggenberger jako Maximilian „Max” Burgner
- Anita Zagaria jako dr Sabina Spreti
- Jutta Speidel jako Rosi
- Klaus Wildbolz jako Markus Graf Brauneck
- Michaela May jako Alexandra Gräfin Brauneck
- Carin C. Tietze jako Traudl
- Winnie Markus jako Rica Althäuser
- Werner Asam jako Rufus Staudinger
- Herbert Fux jako pan Konrad
- Anna Patterer jako Julia Burgner
- Michaela Heigenhauser jako Christl Wild
- Dennis Gerbel jako Johannes
- Margot Mahler jako Anna Pölz
- Georg Marischka jako Xaver Zirngiebel
- Diana Körner jako Waltraud Zirngiebel
- Rolf Castell jako Pfarrer Hauberer
- Ingeborg Schöner jako Elfriede Angerer
- Gerhard Riedmann jako Alois Angerer
- Hermann Giefer jako Luis
- Maxl Graf jako Gendarm Gilch
- Gernot Duda jako Anton Zimmerer
- Janina Hartwig jako Lisa Brunner
- Sebastian Mayr jako Oliver Köhler
- Siemen Rühaak jako Paul Reuther

## Spis odcinków
| Nr             | Polski tytuł                               | Niemiecki tytuł                     |
| -------------- | ------------------------------------------ | ----------------------------------- |
|                |                                            |                                     |
| SERIA PIERWSZA |                                            |                                     |
|                |                                            |                                     |
| 01             | Zmartwychwstanie                           | Auferstehung                        |
| 02             | Zmartwychwstanie                           | Auferstehung                        |
|                |                                            |                                     |
| 03             | Śmierć i dziewczyna                        | Der Tod und das Mädchen             |
|                |                                            |                                     |
| 04             | Koliber w owczarni                         | Kolibri im Schafstall               |
|                |                                            |                                     |
| 05             | Wilk                                       | Der Wolf                            |
|                |                                            |                                     |
| 06             | Czarownica                                 | Die Hexe                            |
|                |                                            |                                     |
| 07             | Sabina                                     | Sabina                              |
|                |                                            |                                     |
| 08             | Skrzypek Josza                             | Der Fiedel-Joscha                   |
|                |                                            |                                     |
| 09             | Antonia w zamku                            | Antonia im Schloss                  |
|                |                                            |                                     |
| 10             | Intermezzo Veronese                        | Intermezzo Veronese                 |
|                |                                            |                                     |
| 11             | W kopalni                                  | Unter Tag                           |
|                |                                            |                                     |
| 12             | Grzech życia                               | Der Sinn des Lebens                 |
|                |                                            |                                     |
| 13             | Pokojówka                                  | Das Zimmermädchen                   |
|                |                                            |                                     |
| 14             | Król olch                                  | Erlkönig                            |
| SERIA DRUGA    |                                            |                                     |
|                |                                            |                                     |
| 15             | Wielki dzień Pankracego                    | Pankratz’ großer Tag                |
|                |                                            |                                     |
| 16             | Kij i marchewka                            | Zuckerbrot                          |
| 17             | Kij i marchewka                            | Zuckerbrot                          |
|                |                                            |                                     |
| 18             | Trudny wybór                               | Die Qual der Wahl                   |
|                |                                            |                                     |
| 19             | Więzy krwi                                 | Blutsverwandtschaft                 |
|                |                                            |                                     |
| 20             | Chrześniak                                 | Der Patensohn                       |
|                |                                            |                                     |
| 21             | Podejrzenie                                | Der Floh im Ohr                     |
|                |                                            |                                     |
| 22             | Luka w pamięci                             | Gedächtnislücke                     |
|                |                                            |                                     |
| 23             | Napad na pocztę                            | Der Postraub                        |
|                |                                            |                                     |
| 24             | Powrót do domu                             | Heimkehr                            |
|                |                                            |                                     |
| 25             | W potrzasku / Świąteczna opowieść z Tyrolu | Eine Weihnachtsgeschichte aus Tirol |
|                |                                            |                                     |
| 26             | Dyskretny ślub                             | Fluchthilfe                         |
|                |                                            |                                     |
| 27             | Kłusownik                                  | Der Wilddieb                        |
|                |                                            |                                     |
| 28             | W imię prawa                               | Das Auge des Gesetzes               |
|                |                                            |                                     |
| 29             | Wujaszek z Włoch                           | Der Onkel aus Italien               |
|                |                                            |                                     |
| 30             | Decyzje                                    | Entscheidungen                      |
|                |                                            |                                     |
| 31             | Noc w śniegu                               | Die Nacht im Schnee                 |
|                |                                            |                                     |
| 32             | Ubezpieczenie na życie                     | Unfalldoppeltod                     |
|                |                                            |                                     |
| 33             | Nowe życie                                 | Neues Leben                         |
|                |                                            |                                     |
| SERIA TRZECIA  |                                            |                                     |
| 34             | Bezimienna siostrzyczka                    | Schwester Namenlos                  |
|                |                                            |                                     |
| 35             | Tajemnica zawodowa                         | Schweigepflicht                     |
|                |                                            |                                     |
| 36             | Duszność                                   | Atemnot                             |
|                |                                            |                                     |
| 37             | Czarne anioły                              | Schwarze Engel                      |
|                |                                            |                                     |
| 38             | Okazja czyni złodzieja                     | Gelegenheit macht Diebe             |
|                |                                            |                                     |
| 39             | Obcy na plebanii                           | Der Hecht im Karpfenteich           |
|                |                                            |                                     |
| 40             | Inwestor                                   | Der Investor                        |
|                |                                            |                                     |
| 41             | Szczęście i cień                           | Glück und Schatten                  |
|                |                                            |                                     |
| 42             |                                            | Verbotene Liebe                     |
|                |                                            |                                     |
| 43             | Ucieczka                                   | Auf der Flucht                      |
|                |                                            |                                     |
| 44             | Gorączka tropikalna                        | Tropenfieber                        |
|                |                                            |                                     |
| 45             | Biała niedziela                            | Weißer Sonntag                      |
|                |                                            |                                     |
| 46             | Prawdziwa miłość                           | Eine wahre Liebe                    |
|                |                                            |                                     |
| SERIA CZWARTA  |                                            |                                     |
|                |                                            |                                     |
| 47             | Złodziej piwa                              | Der Bierdieb                        |
|                |                                            |                                     |
| 48             | Rwąca rzeka                                | Wildwasser                          |
|                |                                            |                                     |
| 49             | Nad przepaścią                             | Am Abgrund                          |
|                |                                            |                                     |
| 50             | Ognie świętojańskie                        | Herz-Jesu-Feuer                     |
|                |                                            |                                     |
| 51             | Przekleństwo z zaświatów                   | Fluch aus dem Jenseits              |
|                |                                            |                                     |
| 52             | Paniczny lęk                               | Panische Angst                      |
|                |                                            |                                     |
| 53             | Marzenie całego życia                      | Ein Lebenstraum                     |
|                |                                            |                                     |
| 54             | Źródło młodości                            | Quelle der Jugend                   |
|                |                                            |                                     |
| 55             | Miłosne zmartwienia                        | Liebeskummer                        |
|                |                                            |                                     |
| 56             | Ścieżki losu                               | Schicksalswege                      |
|                |                                            |                                     |
| SERIA PIĄTA    |                                            |                                     |
| 57             | Biała śmierć                               | Der weiße Tod                       |
| 58             | Biała śmierć                               | Der weiße Tod                       |
|                |                                            |                                     |
| 59             | Smutek                                     | Maxls Trauer                        |
|                |                                            |                                     |
| 60             | Godziny niepewności                        | Bange Stunden                       |
|                |                                            |                                     |
| 61             | Trudne decyzje                             | Schwere Entscheidung                |
|                |                                            |                                     |
| 62             | Dziecko cyrku                              | Das Zirkuskind                      |
|                |                                            |                                     |
| 63             | Sprawa życia i śmierci                     | Um Leben und Tod                    |
|                |                                            |                                     |
| 64             | Straszna tajemnica                         | Schreckliches Geheimnis             |
|                |                                            |                                     |
| 65             | Próba odwagi                               | Mutprobe                            |
|                |                                            |                                     |
| 66             | Podrzutek                                  | Das Findelkind                      |
|                |                                            |                                     |
| 67             | Uczuciowy zamęt                            | Verwirrung der Gefühle              |
|                |                                            |                                     |
| 68             | Margarete                                  | Margarete                           |
|                |                                            |                                     |
| 69             | Ojcowska miłość                            | Vaterliebe                          |
|                |                                            |                                     |
| 70             | Bojkot                                     | Der Boykott                         |
|                |                                            |                                     |
| 71             | Szalona zazdrość                           | Rasende Eifersucht                  |
|                |                                            |                                     |
| 72             | Przejmujący chłód                          | Bittere Kälte                       |
|                |                                            |                                     |
| 73             | Burza w sercu                              | Sturm im Herzen                     |
|                |                                            |                                     |
| SERIA SZÓSTA   |                                            |                                     |
| 74             | Nieposkromiona ambicja                     | Brennender Ehrgeiz                  |
|                |                                            |                                     |
| 75             | Zaszczytne stanowisko                      | In Amt und Würden                   |
|                |                                            |                                     |
| 76             | Pierwsza miłość                            | Maxls erste Liebe                   |
|                |                                            |                                     |
| 77             | Za blisko ognia                            | Zu nah am Feuer                     |
|                |                                            |                                     |
| 78             | Zmiana pogody                              | Wettersturz                         |
|                |                                            |                                     |
| 79             | Niemożliwa miłość                          | Eine unmögliche Liebe               |
|                |                                            |                                     |
| 80             | Niebezpieczna zabawa                       | Spiel mit der Gefahr                |
|                |                                            |                                     |
| 81             | Na lodowcu                                 | Gratwanderungen                     |
|                |                                            |                                     |
| 82             | Ryzykowna wyprawa                          | Gefährliches Spiel                  |
|                |                                            |                                     |
| 83             | Między niebem i ziemią                     | Zwischen Himmel und Erde            |
|                |                                            |                                     |
| 84             | Nieuczciwe interesy                        | Krumme Geschäfte                    |
|                |                                            |                                     |
| 85             | Koniec przyjaźni                           | Ende einer Freundschaft             |
|                |                                            |                                     |
| 86             | Podpalacz                                  | Feuerteufel                         |
|                |                                            |                                     |
| 87             | Sprawa honoru                              | Eine Frage der Ehre                 |
|                |                                            |                                     |
| 88             | Niebezpieczna ambicja                      | Gefährlicher Ehrgeiz                |
|                |                                            |                                     |
| 89             | Walka Josefa                               | Josefs Kampf                        |
|                |                                            |                                     |
| 90             | Trudny pacjent                             | Ein schwieriger Patient             |
|                |                                            |                                     |
| 91             | Niebieska poświata                         | Das blaue Licht                     |
|                |                                            |                                     |
| 92             | Byle nie tracić nerwów                     | Nur nicht die Nerven verlieren      |
|                |                                            |                                     |
| 93             | Ostatnia szansa                            | Die letzte Chance                   |
| 94             | Ostatnia szansa                            | Die letzte Chance                   |